# Kees Zijlstra
Kees Zijlstra (Zeist, 24 januari 1931 – Sneek, 25 april 2013) was een Nederlandse politicus namens de Partij van de Arbeid (PvdA). Zijlstra zat van 1978 tot 1979 in de Provinciale Staten van Friesland. Daarna ging hij naar Den Haag, waar Zijlstra tot 1991 in de Tweede Kamer zat. Tot 1999 zat Zijlstra vervolgens in de Eerste Kamer.

## Opleiding
Zijlstra groeide op in de regio Utrecht/Zeist. Hij volgde de basisschool in beide steden en ging daarna naar de HBS in Utrecht, maar rondde de opleiding af in Den Haag. Van 1949 tot 1955 studeerde Zijlstra economie aan de Nederlandse Economische Hogeschool in Rotterdam. Zijlstra promoveerde in 1977 aan de Rijksuniversiteit Groningen op economische wetenschappen.

## Loopbaan
Van 1958 tot 1973 werkte Zijlstra als ambtenaar bij de EGKS en de Commissie der Europese Gemeenschappen. Daarna werkte hij tot 1979 als vwo-docent economie aan de Rijksscholengemeenschap Sneek en als freelance journalist bij NRC Handelsblad. Tegelijkertijd was hij onderzoeker op het gebied van de energie-economie bij diverse universiteiten.
Op 4 juli 1978 werd Zijlstra lid van de Provinciale Staten van Friesland. Dit was hij tot augustus 1979, want op 28 augustus 1979 nam hij plaats als Kamerlid in de Tweede Kamer. Daar diende hij in 1987 met fractiegenoot Rob Tazelaar een initiatiefvoorstel in om de positie van slachtoffers van kernongevallen te verbeteren. In 1991 werd het voorstel ingetrokken. Op 11 juni 1991 werd Zijlstra kamerlid in de Eerste Kamer.

### Partijpolitieke functies
Zijlstra is lid geweest van het bestuur van de PvdA-afdeling in Sneek. Van 4 oktober 1978 tot augustus 1979 was hij fractievoorzitter van de PvdA in de Provinciale Staten van Friesland.

Later werd hij voorzitter van de PvdA-fractiecommissie Economische Zaken en voorzitter van de werkgroep milieu Midden- en Oost-Europa van de Alfred Mozer Stichting. Van augustus 1998 tot juni 1999 was Zijlstra vicevoorzitter van de PvdA in de Eerste Kamer.

### Nevenfuncties
Naast bovenstaande hoofdfuncties was Zijlstra onder meer voorzitter van de Stichting Zuiderzeelijn en van de Waddenvereniging.

## Privé
Zijlstra was een kind van Gerrit Zijlstra, een ambtenaar bij de PTT, en Petronella Maria van den Bogaert. Hij trouwde op 14 maart 1958 met Marijke Leni van Zwijndregt en zij kregen vier kinderen en adopteerden er drie.
In 1993 werd Zijlstra Ridder in de Orde van de Nederlandse Leeuw. In 1999 werd hij ook Ridder in de Orde van Oranje-Nassau.
- Biografisch Portaal: 95468212
- International Standard Name Identifier: 0000 0003 8585 2175
- Library of Congress Control Number: n79053469
- Nationale Bibliotheek van Tsjechië: uk2012698218
- Nederlandse Thesaurus van Auteursnamen: 070869480
- Parlement.com: vg09llmhvczb
- RKD-Nederlands Instituut voor Kunstgeschiedenis: 115737
- Système universitaire de documentation: 086187333
- Virtual International Authority File: 240667442
- WorldCat: E39PBJqBkPYR3bm39Kg7HjVQv3